# Oscar Mammì
Oscar Mammì (ur. 25 października 1926 w Rzymie, zm. 10 czerwca 2017 tamże) – włoski polityk i ekonomista, deputowany, minister w kilku rządach.

## Życiorys
Z wykształcenia ekonomista, pracował w sektorze bankowym. Zaangażował się w działalność polityczną w ramach Włoskiej Partii Republikańskiej. W 1968 po raz pierwszy został wybrany do Izby Deputowanych. Sześciokrotnie z powodzeniem ubiegał się o reelekcję, sprawując mandat poselski do 1994 w okresie V, VI, VII, VIII, IX, X i XI kadencji.
W latach 1970–1971 był podsekretarzem stanu w resorcie przemysłu, handlu i rzemiosła. W randze ministra wchodził w skład pięciu włoskich rządów. Był ministrem bez teki odpowiedzialnym za kontakty z parlamentem (między 1983 a 1987), a także ministrem poczty i telekomunikacji (od 1987 do 1991). Był inicjatorem uchwalenia w 1990 przepisów dotyczących konkurencji na rynku nadawców radiowych i telewizyjnych.